# Charles L. Grant
Charles Lewis Grant (geboren am 12. September 1942 in Hackettstown, New Jersey; gestorben am 15. September 2006 in Newton, New Jersey) war ein amerikanischer Autor von Horror, Fantasy und Science-Fiction.
Er verwendete auch die Pseudonyme Felicia Andrews, Steven Charles, Lionel Fenn, Simon Lake und Geoffrey Marsh.

## Leben
Nach dem Besuch der High School in Kearny, New Jersey ging Grant 1960 an das Trinity College in Connecticut, wo er Theologie zu studieren begann – sein Vater war Pfarrer der Episkopalkirche –, dann aber auf Englisch und Geschichte umsattelte und 1964 mit dem Bachelor abschloss.
1968 bis 1970 diente er in der Militärpolizei der US Army in Quy Nhơn in Vietnam, wo er zweimal verwundet und mit dem Bronze Star ausgezeichnet wurde.
Nach seinem Studium arbeitete er bis 1975 als Lehrer für Englisch und Geschichte an verschiedenen Schulen in New Jersey, danach war er freier Schriftsteller. Von 1973 bis 1977 war er Geschäftsführer (Executive secretary) der Science Fiction Writers of America.
1973 heiratete er Debbie Voss, mit der er einen Sohn und eine Tochter hatte. 1982 heiratete er in zweiter Ehe die Schriftstellerin Kathryn Ptacek.
Grant starb 2006 im Alter von 64 Jahren an einem Herzinfarkt, nachdem er schon jahrelang unter sich verschlechternder Gesundheit gelitten hatte.

## Werk
Grants erste Veröffentlichung war die Kurzgeschichte The House of Evil, die 1968 im Magazine of Fantasy and Science Fiction erschien, in größerem Umfang zu publizieren begann er aber erst Mitte der 1970er Jahre, nachdem er seine Tätigkeit als Lehrer aufgegeben hatte. Bereits 1974 erhielt er eine erste Nebula-Nominierung für seine Erzählung The Rest Is Silence.
Sein erster Roman war The Shadow of Alpha, der in einer postapokalyptischen, in Barbarei zurückgefallenen Welt angesiedelt ist, in der die Bewohner mit Seuchen und feindseligen Androiden zu kämpfen haben. Mit zwei Fortsetzungen wurde der Roman zur Parric-Family-Trilogie ausgebaut.
1977 folgte dann The Hour of the Oxrun Dead, der erste Band der Oxrun-Station-Reihe, in dem es um satanistische Umtriebe geht. Oxrun Station ist ein imaginäres Städtchen in New England, unter dessen Bewohnern Anhänger verschiedener recht ungewöhnlicher Kulte leben und die Einwohner infolgedessen von diversen Manifestation des Bösen geplagt werden und Kinder paranormale Kräfte entwickeln. Die Reihe umfasst 11 Romane und einige Kurzgeschichten. Dazu gehört The Sound of Midnight (1978), in dem Anhänger eines walisischen Kultes finsteren Mächten dienen, und in The Bloodwind (1982) wirkt das Böse als dämonischer Wind, der die Gestalt einer Bestie annehmen kann.
Grant ist ein Vertreter des Quiet Horror, der auf krasse und blutrünstige Formen des Schreckens verzichtet und sich auf das psychologische Herausarbeiten des alltäglichen Grauens des mittelständischen Lebens der amerikanischen Vorstädte konzentriert und das Ausmalen übernatürlichen Schreckens weitgehend der Imagination des Lesers überlässt.
Zu Grants bekannteren Horrorromanen zählen The Nestling (1982, deutsch als Die Schwingen des Todes), in dem eine Kleinstadt in Wyoming von einem indianischen Dämon in Gestalt eines Adlers heimgesucht wird, und The Pet (1986, deutsch: Spukpferd), wo die Ängste und Frustrationen des jugendlichen Protagonisten als schwarzer Hengst physische Form annehmen.
Neben Grants Quiet Horror zählen zu seinen Werken eine Reihe von Erzählungen aus dem Bereich der Dark Fantasy, einer Genremischung von Horror und Fantasy. Als Beispiele sind hier zu nennen die Kurzgeschichten When All the Children Call My Name (1977), Come Dance with Me on My Pony's Grave (1973) und The Three of Tens (1975). Weitere Subgenres, in denen Grant sich betätigt hat, waren das der komischen bzw. parodistischen Fantasy, ein Beispiel hier ist die Quest for the White Duck-Trilogie, die Grant unter dem Pseudonym Lionel Fenn schrieb, sowie die komische Science-Fiction, zum Beispiel die Kent Montana-Reihe (ebenfalls als Lionel Fenn).
Gewürdigt wurde Grant auch als Herausgeber von Anthologien, insbesondere der Shadows-Reihe, die in 11 Bänden und einem Auswahlband 1978 bis 1991 erschien.

## Auszeichnungen
- 1977: Nebula Award für die Kurzgeschichte A Crowd of Shadows
- 1979: Nebula Award für die Erzählung A Glow of Candles, a Unicorn's Eye
- 1979: World Fantasy Award für die Anthologie Shadows
- 1983: World Fantasy Award für die Sammlung Nightmare Seasons
- 1983: World Fantasy Award für die Erzählung Confess the Seasons
- 1987: British Fantasy Award, Sonderpreis
- 1991: Phoenix Award für das Lebenswerk
- 2000: Bram Stoker Award für das Lebenswerk
- 2002: World Horror Convention Grand Master Award
- 2003: International Horror Guild Award für das Lebenswerk (Kategorie Living Legend)

## Bibliographie

### Serien
Nach Erscheinungsjahr des ersten Bandes sortiert.
Parric Family
- The Shadow of Alpha (1976)
- Ascension (1977)
- Legion (1979)

Oxrun Station
- The Hour of the Oxrun Dead (1977)
- The Sound of Midnight (1978)
- If Damon Comes (1978, Kurzgeschichte)
- The Last Call of Mourning (1979)
- A Night of Dark Intent (1981, Kurzgeschichte)
- Coin of the Realm (1981, Kurzgeschichte)
- Home (1981, Kurzgeschichte)
- Old Friends (1981, Kurzgeschichte)
- The Grave (1981)
- Nightmare Seasons (1982, Sammlung)
- The Bloodwind (1982)
- Night’s Swift Dragons (1982, Kurzgeschichte)
- Now There Comes a Darker Day (1982, Kurzgeschichte)
- The Color of Joy (1982, Kurzgeschichte)
- Thou Need Not Fear My Kisses, Love (1982, Kurzgeschichte)
- Pride (1982, Kurzgeschichte)
  - Deutsch: Stolz. In: Edward L. Ferman, Anne Jordan (Hrsg.): Die besten Horror-Stories. Knaur Horror #1835, 1989, ISBN 3-426-01835-7.
- I See Her Sweet and Fair (1986, Kurzgeschichte)
- My Mary’s Asleep (1986, Kurzgeschichte)
- Screaming, in the Dark (1986, Kurzgeschichte)
- The Last and Dreadful Hour (1986, Kurzgeschichte)
- The Orchard (1986, Sammlung)
- Dialing the Wind (1989, Sammlung)
- As We Promise, Side by Side (1989, Kurzgeschichte)
- Dialing the Wind (1989, Kurzgeschichte)
- The Chariot Dark and Low (1989, Kurzgeschichte)
- The Sweetest Kiss (1989, Kurzgeschichte)
- The Black Carousel (1994, Sammlung)
- Lost in Amber Light (1995, Kurzgeschichte)
- Penny Tunes for a Golden Lion (1995, Kurzgeschichte)
- The Rain Is Filled with Ghosts Tonight (1995, Kurzgeschichte)
- Will You Be Mine? (1995, Kurzgeschichte)

Oxrun-Trilogie
- The Soft Whisper of the Dead (1982)
- The Dark Cry of the Moon (1986)
- The Long Night of the Grave (1986)

Lincoln Blackthorne (als Geoffrey Marsh)
- The King of Satan’s Eyes (1984)
- The Tail of the Arabian, Knight (1986)
- The Patch of the Odin Soldier (1987)
- The Fangs of the Hooded Demon (1988)

Private School (als Steven Charles)
- 1 Nightmare Session (1986)
- 2 Academy of Terror (1986)
- 3 Witch’s Eye (1986)
- 4 Skeleton Key (1986)
- 5 The Enemy Within (1987)
- 6 The Last Alien (1987)

Quest for the White Duck (als Lionel Fenn)
- 1 Blood River Down (1986)
- 2 Web of Defeat (1987)
- 3 Agnes Day (1987)

- Kent Montana (als Lionel Fenn)
- 1 Kent Montana and the Really Ugly Thing from Mars (1990)
- 2 Kent Montana and the Reasonably Invisible Man (1991)
- 3 Kent Montana and the Once and Future Thing (1991)
- 4 The Mark of the Moderately Vicious Vampire (1992)
- 5 668: The Neighbor of the Beast (1992)

Midnight Place (als Simon Lake)
- 1 Daughter of Darkness (1992)
- 2 Something’s Watching (1993)
- 3 Death Cycle (1993)
- 4 He Told Me To (1993)

Diego (als Lionel Fenn)
- 1 Once Upon a Time in the East (1993)
- 2 By the Time I Get to Nashville (1994)
- 3 Time: The Semi-Final Frontier (1994)

Akte X
- 1 Goblins (1994)
  - Deutsch: Akte X – die unheimlichen Fälle des FBI: Lebende Schatten. vgs, Köln 1995, ISBN 3-8025-2345-8.
- 2 Whirlwind (1995)
- Goblins / Whirlwind (1995, Sammelausgabe von 1 und 2)

- Millennium Quartet
- 1 Symphony (1997)
- 2 In the Mood (1998)
- 3 Chariot (1998)
- 4 Riders in the Sky (1999)

Black Oak
- 1 Genesis (1998)
  - Deutsch:  Die erste Genesis-Akte. Übersetzt von Marcel Bieger. Knaur #60741, 1998, ISBN 3-426-60741-7.
- 2 The Hush of Dark Wings (1999)
  - Deutsch:  Die zweite Genesis-Akte. Übersetzt von Marcel Bieger. Knaur #60742, 1999, ISBN 3-426-60742-5.
- 3 Winter Knight (1999)
  - Deutsch:  Die dritte Genesis-Akte. Übersetzt von Marcel Bieger. Knaur #60743, 1999, ISBN 3-426-60743-3.
- 4 Hunting Ground (2000)
- 5 When the Cold Wind Blows (2001)

### Einzelromane
- The Curse (1977)
- The Ravens of the Moon (1978)
- Mountainwitch (1980, als Felicia Andrews)
- A Quiet Night of Fear (1981)
- The Nestling (1982)
  - Deutsch: Die Schwingen des Todes : im Bann eines Dämons. Übersetzt von Rolf Jurkeit. Heyne unheimliche Bücher #12, 1984, ISBN 3-453-44066-8.
- Night Songs (1984)
- The Tea Party (1985)
- The Pet (1986)
  - Deutsch: Spukpferd. Goldmann #8068, 1989, ISBN 3-442-08068-1.
- The Seven Spears of the W’dch’ck (1988, als Lionel Fenn)
- For Fear of the Night (1988)
  - Deutsch: Haus der Nacht. Heyne TB #7927, 1989, ISBN 3-453-03636-0.
- In a Dark Dream (1989)
- Stunts (1990)
- Fire Mask (1991)
- Something Stirs (1991)
- Raven (1993)
- Jackals (1994)
- Werewolf: The Apocalypse: Watcher (1997)

### Sammlungen
- Tales from the Nightside (1981)
- A Glow of Candles and Other Stories (1981)
- Scream Quietly: The Best of Charles L. Grant (2012)

### Kurzgeschichten
- The House of Evil (1968)
- The Summer of the Irish Sea (1972)
- Abdication (1973)
- But the Other Old Man Stopped Playing (1973)
- The Magic Child (1973)
  - Deutsch: Das Zauberkind. In: H. J. Alpers (Hrsg.): Bestien für Norn 1980-03-00 ed. Droemer Knaur (Knaur Science Fiction & Fantasy #5722), 1980, ISBN 3-426-05722-0.
- Come Dance with Me on My Pony’s Grave (1973)
  - Deutsch: Komm, tanz mit mir auf meines Ponys Grab!. In: Wolfgang Jeschke (Hrsg.): Science Fiction Story Reader 17. Heyne SF&F #3860, 1982, ISBN 3-453-30746-1.
- Weep No More, Old Lady (1973)
- Everybody a Winner, the Barker Cried (1974)
- Temperature Days on Hawthorne Street (1974)
- The Key to English (1974)
- The Rest Is Silence (1974)
  - Deutsch: Der Rest ist Schweigen. In: James Gunn (Hrsg.): Der Tag vor der Revolution. Moewig (Playboy Science Fiction #6732), 1982, ISBN 3-8118-6732-6.
- In Donovan’s Time (1975)
- To Be a Witch, in Three-Quarter Time (1975)
- When Two or Three Are Gathered (1975)
  - Deutsch: Drei Leute sind eine Verschwörung. In: Michael Nagula (Hrsg.): Der zeitlose Traum. Ullstein Science Fiction & Fantasy #31080, 1984, ISBN 3-548-31080-X.
- White Wolf Calling (1975)
- The Three of Tens (1975)
- A Crowd of Shadows (1976)
  - Deutsch: Tödliche Schatten. In: Wolfgang Jeschke (Hrsg.): Im Grenzland der Sonne. Heyne SF&F #3592, 1978, ISBN 3-453-30498-5.
- Seven Is a Birdsong (1976)
- From All the Fields of Hail and Fire (1976)
- Through All His Blood Runs Shadow (1976)
- Knock, and See What Enters (1977)
- Red River Lies Drowning (1977)
- The Shape of Plowshares (1977)
- Treatise on the Artifacts of a Civilization (1977)
- When All the Children Call My Name (1977)
- The Dark of Legends, the Light of Lies (1977)
  - Deutsch: Das Dunkel der Legenden, das Licht der Lügen. In: Roy Torgeson (Hrsg.): Das Ungeheuer vom Sumpf. Moewig (Playboy Science Fiction #6729), 1982, ISBN 3-8118-6729-6.
- Eldorado (1977)
- Gently Rapping (1977)
- A Glow of Candles, a Unicorn’s Eye (1977)
  - Deutsch: Der Schein von Kerzen, das Auge des Einhorns. In: Wolfgang Jeschke (Hrsg.): Eine Lokomotive für den Zaren. Heyne SF&F #3725, 1980, ISBN 3-453-30629-5.
- View, with a Difference (1978)
- Hear Me Now, My Sweet Abbey Rose (1978)
- Caesar, Now Be Still (1978)
- The Peace That Passes Never (1978)
  - Deutsch: Der Frieden, der nie vorübergeht. In: Roy Torgeson (Hrsg.): Die verdorbene Frau. Moewig (Playboy Science Fiction #6720), 1981, ISBN 3-8118-6720-2.
- Needle Song (1979)
- What More Remains (1979)
- When Dark Descends (1979, mit Thomas F. Monteleone)
  - Deutsch: Wenn das Dunkel niederfällt. In: Roy Torgeson (Hrsg.): Am Vorabend des St. Poleander-Tages. Moewig (Playboy Science Fiction #6716), 1981, ISBN 3-8118-6716-4.
- Benny, Kind and Gentle (1979)
- Love-Starved (1979)
- The Fourth Musketeer (1979)
- And Weary of the Sun (1979)
  - Deutsch: Und der Sonne müde. In: Roy Torgeson (Hrsg.): Die große Weihe. Moewig (Playboy Science Fiction #6722), 1981, ISBN 3-8118-6722-9.
- The Last Ambition (1979)
- Across the Water to Skye (1980)
- In Silvered Shadows Are Born the Screams (1980)
- The Other Room (1980)
- Secrets of the Heart (1980)
  - Deutsch: Geheimnisse des Herzens. In: Manfred Kluge (Hrsg.): Fenster. Heyne SF&F #3866, 1982, ISBN 3-453-30752-6.
- A Garden of Blackred Roses (1980)
- Digging (1981)
- Something There Is (1981)
- The Gentle Passing of a Hand (1981)
- Every Time You Say I Love You (1981)
- The Residents (1981)
- Silver (1981)
- Quietly Now (1981)
- Essence of Charlotte (1982)
- What in Solemn Silence (1982)
  - Deutsch: … was in ernstem Schweigen. In: Friedel Wahren (Hrsg.): Isaac Asimovs Science Fiction Magazin 17. Folge. Heyne SF&F #3958, 1983, ISBN 3-453-30889-1.
- The Wind of Lost Migration (1982)
- From a Single Word (1982)
- Confess the Seasons (1982)
- When Love Turned Round and Whispered You’re Mine (1982)
- Recollections of Annie (1983)
- The Next Name You Hear (1983)
- I Never Could Say Goodbye (1983)
- Let No One Weep for Poor Sally Karnes (1983)
- When I Grow Up (1983)
- Are You Afraid of the Dark? (1984)
- The Card (1984)
- The Generation Waltz (1984)
- The Old Men Know (1984)
- And We’ll Be Jolly Friends (1984)
- Family (1984)
- Friends in Dark Places (1984)
- In the Blood (1984)
- Poor Thing (1984)
- To Laugh with You, Dear (1984)
- What Are Deaths For (1984)
- A Voice Not Heard (1984)
- Andrew Patterson (1985)
- Myra (1985)
- Penny Daye (1985)
- The Children, They Laugh So Sweetly (1985)
- Give Us a Big Smile (1985)
- Long Walk Home (1985)
- An Image in Twisted Silver (1986)
- The Price of a Toy (1986)
- Crystal (1986)
- Eyes (1986)
- Out There (1986)
- Constant Father (1987)
- Everything to Live For (1987)
- This Old Man (1987)
- Listen to the Music in My Hands (1987)
- One Spring in Wyoming (1987)
- The Sheeted Dead (1987)
- Ellen, in Her Time (1987)
- Now and Again in Summer (1988)
- Last Night, in the Kitchen (1988)
- Spinning Tales with the Dead (1988)
- My Shadow Is the Fog (1988)
- City Boy (1988)
- Snowman (1988)
- By the Sea (1989)
- The Last Cowboy Song (1989)
- Alexandra (1990)
- Alice Smiling (1990)
- Pinto Rider (1990)
- Kin (1991)
- One Life, in an Hourglass (1991)
- Girl of My Dreams (1991)
- Peacemaker (1991)
- Make a Wish Upon the Moon (1991)
- The Awful Truth in Arthur’s Barrow (1992, als Lionel Fenn)
- Holding Hands (1993)
- In the Still, Small Hours (1993)
- Josie, in the Fog (1993)
- Name That Tune (1993)
- Sons (1993)
- The Alien Visitor, Probably from Someplace Else (1993, als Lionel Fenn)
- The Dead Speaketh Not, They Just Grunt Now and Then (1993, als Lionel Fenn)
- The Mask of Truth Has Many Holes (1993, als Lionel Fenn)
- After You’re Gone (1994)
- Always, in the Dark (1994)
- Sometimes, in the Rain (1994)
- Gray (1995)
- Haunted (1997)
- Riding the Black (1997)
- The Soft Sound of Wings (1998)
- Whose Ghosts These Are (2001)
- For My Birthday, Another Candle (2003)
- Brownie, and Me (2003)
- Friday Night at the Wicked Swan (2005)
- Such as It Is (2012)

### Sachliteratur
- Writing and Selling Science Fiction (1977)

### Anthologien
Greystone Bay
- 1 The First Chronicles of Greystone Bay (1985)
- 2 Doom City (1987)
- 3 The SeaHarp Hotel (1990)
- 4 In the Fog (1993)

Shadows
- 1 Shadows (1978)
- 2 Shadows 2 (1979)
- 3 Shadows 3 (1980)
- 4 Shadows 4 (1981)
- 5 Shadows 5 (1982)
- 6 Shadows 6 (1983)
- 7 Shadows 7 (1984)
- 8 Shadows 8 (1985)
- 9 Shadows 9 (1986)
- 10 Shadows 10 (1987)
- 11 Final Shadows (1991)
- The Best of Shadows (1988)

Einzelanthologien
- Nightmares (1979)
- Horrors (1981)
- Terrors (1982)
- The Dodd, Mead Gallery of Horror (1983, auch als Gallery of Horror)
  - Deutsch: Das grosse Gruselkabinett. Übersetzt von Rolf Jurkeit. Heyne unheimliche Bücher #16, 1984, ISBN 3-453-44070-6.
- Fears (1983)
- Midnight (1985)
- Night Visions 2 (1985, auch als Night Visions: Dead Image, 1987, und Night Terrors, 1989)
- After Midnight (1986)
- Gothic Ghosts (1997, mit Wendy Webb)